# Haud
Le Haud, aussi appelé Hawd (en somali : Hawd et en arabe : هَوْد), et anciennement connu sous le nom de réserve de Hawd, est un plateau situé dans la Corne de l'Afrique, couvert de buissons épineux et de prairies.
La région comprend la partie sud du Somaliland ainsi que les parties nord et est de la région somalienne de l'Éthiopie,. Le Haud est une région historique ainsi qu'une zone de pâturage importante et est référencé à plusieurs reprises dans de nombreux poèmes éthiopiens. La région est également connue pour son sol rouge, causé par la richesse en fer du sol. Le Haud couvre une superficie estimée à environ 119 000 kilomètres carrés, soit l'équivalent des neuf dixièmes de la taille de l'Angleterre, soit à peu près la taille de la Corée du Nord.

## Aperçu

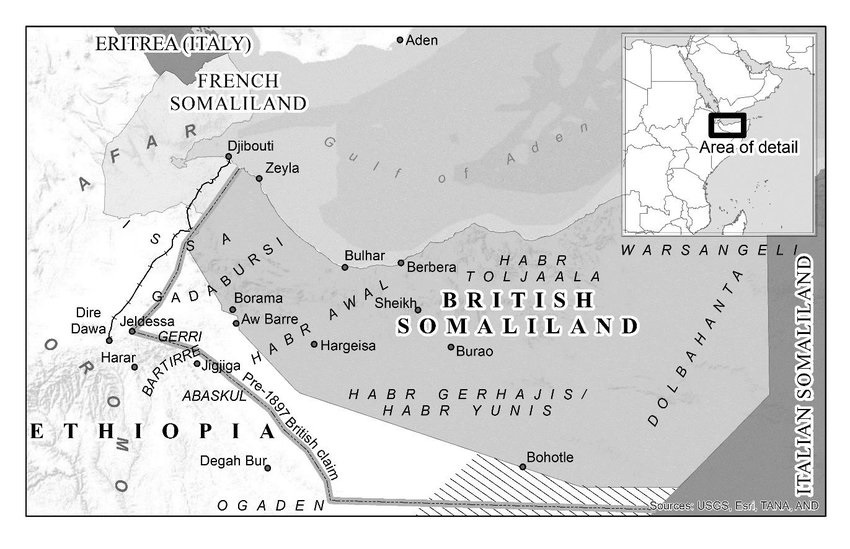
Carte de la Somalie britannique et des sections du Haud

Le Haud est d'étendue indéterminée ; certaines autorités considèrent qu'il désigne la partie de l'Éthiopie à l'est de la ville de Harar. L'anthropologue I.M. Lewis fournit une description beaucoup plus détaillée, indiquant qu'il s'étend au sud depuis les contreforts des monts Golis et Ogo : « Les pointes nord et est se trouvent dans la République somalienne, tandis que les parties ouest et sud (cette dernière fusionnant avec le plateau de l'Ogaden) font partie de la province de Harari en Éthiopie. ». Pendant des décennies, le plateau (ainsi que l'ensemble de l'Ogaden) est une zone de conflit et de controverse. La partie orientale du Haud est traditionnellement appelée « Ciid ». En raison de son manque de puits permanents, présents uniquement à l'extrémité ouest du plateau, la région est en grande partie inhabitée pendant la saison sèche (janvier à avril) lorsque les nomades traversent le Somaliland pour le pâturage.
Les Britanniques exercent un contrôle sur l'Ogaden à partir de 1941 dans le cadre de l'Accord anglo-éthiopien, administrant le Haud dans le cadre du protectorat britannique du Somaliland, bien que la souveraineté éthiopienne soit toujours reconnue dans la région.
Cette région est définie en 1942 comme incluant le territoire éthiopien dans une ceinture continue de territoire éthiopien de 40 km de large contigu à la frontière du Somaliland français allant de la frontière de l'Érythrée au chemin de fer franco-éthiopien. De là, vers le sud-ouest, le long de la voie ferrée jusqu'au pont de Haraua. De là, vers le sud et le sud-est, à l'exclusion de Gildessa, jusqu'à l'extrémité nord-est des monts Garais et le long de la crête de la crête de ces monts jusqu'à leur intersection avec la frontière de l'ancienne colonie italienne de Somalie. De là, le long de la frontière jusqu'à sa jonction avec le Somaliland britannique.

## Topographie
Le relief du Haud est principalement constitué de plaines. Le plateau est recouvert d'un sable rouge caractéristique, qui cache des roches solides comme des calcaires nubiens, de l'Éocène inférieur et moyen ainsi que des schistes gypseux. Dans la région de Sool, il existe une zone centrale constituée d'anhydrite de l'Éocène moyen.
La région est largement couverte de buissons, avec de nombreuses espèces d'acacias et d'autres arbres qui mesurent jusqu'à 6 à 10 mètres de hauteur avec beaucoup d'herbe. Il existe également de vastes étendues de plaines herbeuses sans brousse appelées ban en somali.  La région est remplie de fourmilières s'élevant jusqu'à 7 mètres de hauteur.

## Faune et flore
La région abrite une grande variété de faune, notamment des lions, des léopards, des guépards, des hyènes et des chacals, ainsi que de nombreuses espèces d'antilopes, de phacochères et un large éventail d'autres animaux plus petits. Le Haud abrite également l'autruche de Somalie, endémique de la région.

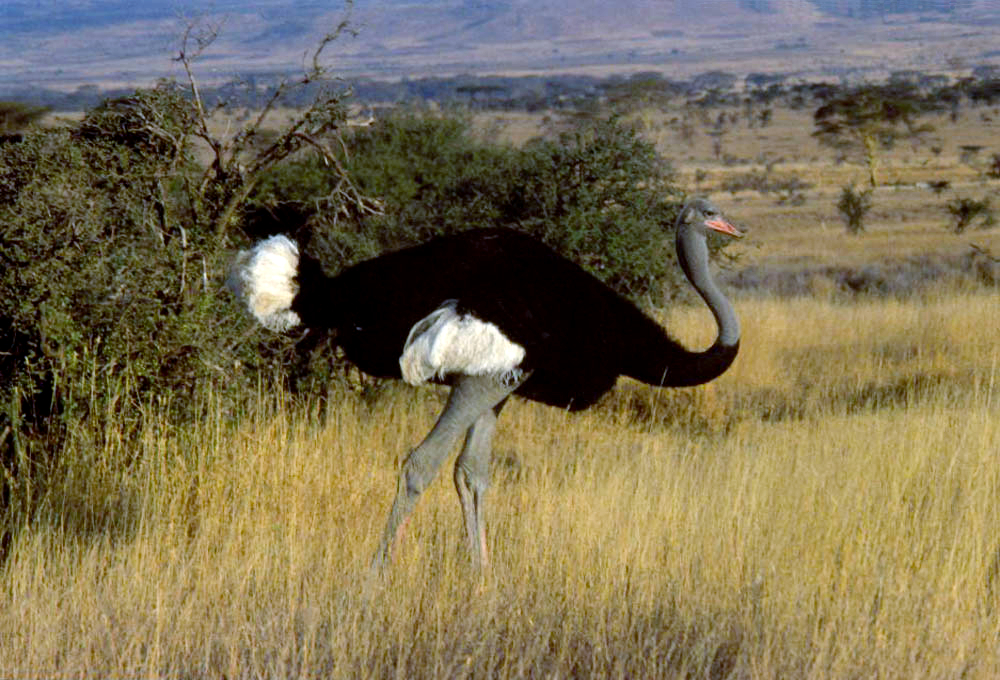
Une autruche de Somalie mâle

## Cessation à l'Éthiopie
En 1948, sous la pression de leurs alliés de la Seconde Guerre mondiale et à la consternation[pas clair] des Somaliens, les Britanniques signent l'accord anglo-éthiopien et rendent le Haud et la région somalienne à l'Éthiopie, sur la base du traité anglo-éthiopien de 1897, en vertu duquel les Britanniques ont cédé le territoire du Somaliland à l'empereur éthiopien Menelik en échange de son aide contre les raids des clans somaliens. La Grande-Bretagne pose la condition que les résidents somaliens conservent leur autonomie, mais l'Éthiopie revendique immédiatement la souveraineté sur la région. Cela conduit à une offre infructueuse de la Grande-Bretagne en 1956 pour racheter le territoire du Somaliland qu'elle avait cédé.

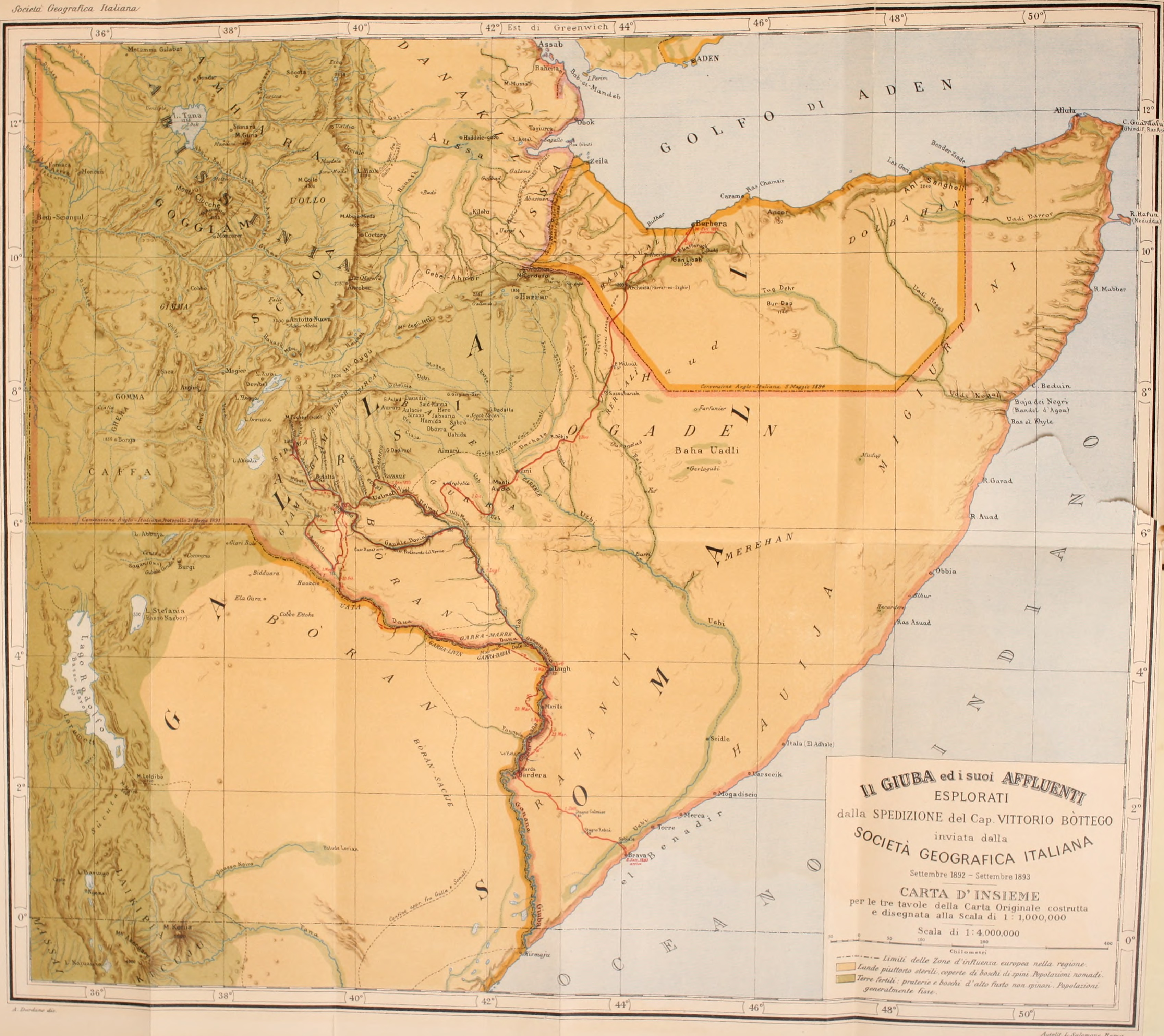
Carte du XIXe siècle montrant Haud dans le cadre du protectorat britannique du Somaliland

### Délégation du Haud
En réponse à la cessation de la réserve de Haud et des régions d'Ogaden à l'Éthiopie en 1948, le cinquième grand sultan de l'Isaaq, Abdillahi Deria (en), dirige une délégation d'hommes politiques, dont le sultan Habr Awal, le sultan et militant politique Abdulrahman Deria et l'homme politique Michael Mariano du clan Habr Je'lo. Ils voyagent jusqu'au Royaume-Uni afin de faire pression sur le gouvernement pour qu'il entende leurs revendications.
Dans Politiques impériales et nationalisme dans la décolonisation du Somaliland, 1954-1960, l'historien Jama Mohamed écrit :

« Le NUF[Quoi ?] a fait campagne pour le retour des territoires tant au Somaliland qu'à l'étranger. En mars 1955, par exemple, une délégation composée de Michael Mariano, Abokor Haji Farah et Abdi Dahir s'est rendue à Mogadiscio pour gagner le soutien et la coopération des groupes nationalistes en Somalie. Et en février et mai 1955, une autre délégation composée de deux sultans traditionnels (le sultan Abdillahi Sultan Deria et le sultan Abdulrahman Sultan Deria) et de deux politiciens modérés formés en Occident (Michael Mariano, Abdirahman Ali Mohamed Dubeh) a visité Londres et New York. Au cours de leur tournée à Londres, ils ont officiellement rencontré et discuté de la question avec le secrétaire d'État aux Colonies, Alan Lennox-Boyd. Ils ont parlé à Lennox-Boyd des traités anglo-somaliens de 1885. En vertu des accords, a déclaré Michael Mariano, le gouvernement britannique « s'est engagé à ne jamais céder, vendre, hypothéquer ou autrement donner pour occupation, sauf au gouvernement britannique, toute partie du territoire qu'il habite ou qui est sous son contrôle ». Mais maintenant, le peuple somalien « a appris que sa terre était donnée à l'Éthiopie en vertu d'un traité anglo-éthiopien de 1897 ». Ce traité, cependant, était « en conflit » avec les traités anglo-somaliens « qui avaient préséance dans le temps » sur le traité anglo-éthiopien de 1897[. ] Le gouvernement britannique avait « outrepassé ses pouvoirs lorsqu'il a conclu le traité de 1897 et ... le traité de 1897 ne liait pas les tribus ». Le sultan Abdillahi a également ajouté que l'accord de 1954 était un « grand choc pour le peuple somalien » puisqu'il n'avait pas été informé des négociations et que le gouvernement britannique administrait la région depuis 1941. Les délégués ont demandé, comme l'a dit le sultan Abdulrahman, le report de la mise en œuvre de l'accord pour « accorder à la délégation le temps de plaider sa cause » au Parlement et dans les organisations internationales. »

## Ethnographie
Le Haud est principalement habité par les membres du clan Isaaq, notamment les clans Garhajis, Habr Awal, Habr Je'lo et Arap, et fait partie du large territoire traditionnel de la famille,. Plusieurs sous-clans du clan Darod sont également présents dans la région, notamment les sous-clans Ogaden, Jidwaaq, Reer-Darwiish et Majeerteen,.

## Villes remarquables
- Buuhoodle
- Hart Sheik
- Danot